# Claudina in Torino
Claudina in Torino è un'opera in due atti di Carlo Coccia, su libretto di Giuseppe Maria Foppa. Fu rappresentata per la prima volta il 26 dicembre 1816 al Teatro San Moisè di Venezia.
Gli interpreti della prima rappresentazione furono:
| Personaggio | Interprete                  |
| ----------- | --------------------------- |
| Claudina    | Benedetta Rosmunda Pisaroni |
| Giannotto   | Luigi Zamboni               |
| Ortensio    | Giuseppe Crespi             |
| Il Barone   | Andrea Bartolucci           |
| Amalia      | Maria Arrighi               |
| Ubaldo      | Agostino Trentanove         |

## Trama
La scena è in Torino.

### Atto I
Claudina è fuggita da alcuni anni da Chamonix (Sciamunì nel libretto), perché è stata tradita dall'amante Ortensio, che però ancora ama. Ora si trova a Torino in vesti maschili col giovane figlio Beniamino e lavora come lustrascarpe.
A Torino si trova anche Ortensio, e si imbatte casualmente in Claudina, che riesce a fargli credere di essere il proprio fratello, Claudio. Ortensio le offre di entrare al proprio servizio come servo. Proprio a Claudina Ortensio chiede di portare ad Amalia, che sta corteggiando, un biglietto in cui le dichiara il proprio amore.
Giunge a Torino anche il padre di Claudina, Giorgione, che deve trattare degli affari con Amalia, accompagnato dal servo Giannotto. Claudina incontra anche loro: rivela la propria identità a Giannotto, ma si tiene nascosta a Giorgione, di cui teme ancora l'ira per la fuga.
Gli altri due personaggi sono Ubaldo, anch'egli innamorato di Amalia e indispettito dalla corte di Ortensio, e il Barone, che non perde occasione per impicciarsi degli avvenimenti che si svolgono in casa di Amalia.

### Atto II
Ortensio si reca ad un incontro con Amalia, ma al ritorno alcuni sgherri assoldati da Ubaldo cercano di ucciderlo. Ortensio viene salvato dall'intervento di Giannotto e Claudina; quest'ultima rimane ferita e viene condotta in casa di Amalia.
Giannotto approfitta della situazione per svelare che il creduto Claudio è una donna, in fuga da dispiaceri amorosi. Il suo abile racconto fa nascere rimorsi in Ortensio e Giorgione. Al momento giusto, Giannotto li fa incontrare con Claudina: Giorgione riabbraccia la figlia e Ortensio è felice di riunirsi all'amante, che gli presenta il figlio ancora non conosciuto.

## Struttura musicale
- Sinfonia

### Atto I
- N. 1 - Introduzione L'ingrato mi tormenta (Amalia, Ubaldo, Barone, Ortensio)
- N. 2 - Cavatina di Claudina Sorte ingrata, e che mi resta
- N. 3 - Duetto fra Claudina ed Ortensio Arse per dolce amore
- N. 4 - Cavatina di Giannotto Otto e sette... fanno quindici...
- N. 5 - Duetto fra Claudina e Giannotto In quei moti io ben comprendo
- N. 6 - Aria del Barone Sono qui, ma caro amico (Barone, Ortensio, Ubaldo)
- N. 7 - Finale I Ah barbaro! ah tiranno! (Claudina, Giannotto, Giorgione, Barone, Amalia, Ortensio, Ubaldo)

### Atto II
- N. 8 - Duetto fra Claudina ed il Barone Signore, sentite...
- N. 9 - Quartetto O cieche tenebre (Claudina, Ubaldo, Giannotto, Ortensio)
- N. 10 - Aria di Amalia Sento che amor mi parla
- N. 11 - Aria di Giannotto La svenuta giovinetta (Giannotto, Giorgione, Amalia, Ortensio, Barone)
- N. 12 - Aria di Ortensio Odo un tradito amore
- N. 13 - Terzetto fra Ortensio, il Barone e Giannotto Quai ragioni?... quali arcani?... quai detti?...
- N. 14 - Aria di Claudina e Finale II Nel mio fatal periglio - È ver contessa amabile (Claudina, Ortensio, Giannotto, Amalia, Barone, Giorgione)